# Makedonska (Bělehrad)
Makedonska (v srbské cyrilici Македонска) je ulice v srbské metropoli Bělehradu. Spojuje náměstí republiky s náměstím Politiky. Relativně krátká (její délka činí 370 metrů) a rušná ulice stojí v samotném středu města a doplňuje ji stromořadí.

## Historie
V 70. letech 19. století, kdy byly ulice v Bělehradu pojmenovány, nesla název Kastriotova po bojovníkovi Skanderbegovi (albánský národní hrdina). Roku 1896 získala současný název. V meziválečném období se jmenovala také Poenkarova po francouzském politikovi a po druhé světové válce nějakou dobu (do roku 1952) nesla název podle města Stalingradu (Volgogradu) v bývalém SSSR.
Jedná se o historicky první ulici v srbské metropoli, která byla vyasfaltována (v roce 1911). V meziválečném období zde vznikly budovy, které projektovali architekti, jako např. Jovan Smederevac, Dragiša Brašovan, Stojan Titelbah nebo Dragutin Đorđević. Jezdily zde také tramvaje.

## Významné budovy
- Dům mládeže (srbsky Dom omladine)
- kostel svatého Petra a Pavla
- Radnice Starého města Bělehrad
- Dům Jovana Smederevce (srbsky Kuća Jovana Smederevca)
- Dříve se zde nacházely významné hospody Šumatovac, Pod lipom a Grmeč.